# Fussballclub Sankt Gallen 1879 2023-2024
Questa voce raccoglie le informazioni riguardanti il Fussballclub Sankt Gallen 1879 nelle competizioni ufficiali della stagione 2023-2024.

## Rosa
| N. |                         | Ruolo | Calciatore         |
| -- | ----------------------- | ----- | ------------------ |
| 1  | Ghana (bandiera)        | P     | Lawrence Ati-Zigi  |
| 3  | Ghana (bandiera)        | D     | Musah Nuhu         |
| 4  | Croazia (bandiera)      | D     | Jozo Stanić        |
| 5  | Germania (bandiera)     | D     | Justin Janitzek    |
| 6  | Svizzera (bandiera)     | C     | Patrick Sutter     |
| 7  | Austria (bandiera)      | A     | Fabian Schubert    |
| 8  | Spagna (bandiera)       | C     | Jordi Quintillà    |
| 9  | Svizzera (bandiera)     | A     | Jérémy Guillemenot |
| 10 | RD del Congo (bandiera) | C     | Chadrac Akolo      |
| 11 | Svizzera (bandiera)     | C     | Julian von Moos    |
| 13 | Germania (bandiera)     | C     | Leonhard Münst     |
| 15 | Mali (bandiera)         | D     | Abdoulaye Diaby    |
| 16 | Germania (bandiera)     | C     | Lukas Görtler      |
| 18 | RD del Congo (bandiera) | C     | Felix Mambimbi     |
| 19 | Svezia (bandiera)       | D     | Nikolaj Möller     |
| 20 | Austria (bandiera)      | D     | Albert Vallci      |

| N. |                        | Ruolo | Calciatore            |
| -- | ---------------------- | ----- | --------------------- |
| 23 | Kosovo (bandiera)      | C     | Betim Fazliji         |
| 24 | Svizzera (bandiera)    | D     | Bastien Toma          |
| 25 | Germania (bandiera)    | P     | Lukas Watkowiak       |
| 30 | Svizzera (bandiera)    | A     | Patrick Sutter        |
| 31 | Paesi Bassi (bandiera) | C     | Richard van der Venne |
| 32 | Svizzera (bandiera)    | C     | David Jacovic         |
| 33 | Svizzera (bandiera)    | A     | Isaac Schmidt         |
| 34 | Svizzera (bandiera)    | C     | Stefano Guidotti      |
| 35 | Germania (bandiera)    | C     | Bela Dumrath          |
| 36 | Germania (bandiera)    | D     | Chima Okoroji         |
| 37 | Svizzera (bandiera)    | C     | Christian Witzig      |
| 46 | Italia (bandiera)      | D     | Mattia Zanotti        |
| 50 | Svizzera (bandiera)    | D     | Nicolas Lüchinger     |
| 61 | Albania (bandiera)     | C     | Albin Krasniqi        |
| 63 | Svizzera (bandiera)    | C     | Corsin Konietzke      |
| 64 | Serbia (bandiera)      | C     | Mihailo Stevanović    |

## Organigramma societario
Area tecnica
- Allenatore: Peter Zeidler
- Allenatore in seconda: Boro Kuzmanovic
- Preparatore dei portieri: Stefano Razzetti
- Preparatori atletici: Simon Storm

## Calciomercato

### Sessione estiva
| Acquisti | Acquisti              | Acquisti         | Acquisti                |
| R.       | Nome                  | da               | Modalità                |
| -------- | --------------------- | ---------------- | ----------------------- |
| C        | Betim Fazliji         | St. Pauli        | definitivo (450 mila €) |
| C        | Bastien Toma          | Genk             | definitivo (gratuito)   |
| D        | Chima Okoroji         | Sandhausen       | definitivo (gratuito)   |
| C        | Richard van der Venne | Melbourne City   | definitivo (gratuito)   |
| A        | Felix Mambimbi        | Young Boys       |                         |
| D        | Mattia Zanotti        | Inter            | prestito                |
| D        | Jozo Stanic           | Augusta          |                         |
| D        | Justin Janitzek       | Bayern Monaco II | prestito                |
| D        | Abdoulaye Diaby       | Újpest           |                         |
| A        | Nikolaj Möller        | Arsenal U21      |                         |
| C        | Mihailo Stevanović    | Lucerna II       |                         |
| D        | Leonidas Stergiou     | Stoccarda        | Fine prestito           |